# Félix Stevens
Félix Stevens (* 8. März 1964) ist ein ehemaliger kubanischer Sprinter.
1985 gewann er bei den Zentralamerika- und Karibikmeisterschaften Silber über 200 Meter. Im Jahr darauf siegte er über 400 Meter bei den Zentralamerika- und Karibikspielen und bei den Iberoamerikanischen Meisterschaften.
1987 wurde er bei den Panamerikanischen Spielen in Indianapolis Siebter über 200 Meter und schied bei den Weltmeisterschaften in Rom über 400 Meter im Vorlauf aus. Bei der Universiade 1989 holte er Silber über 200 Meter.
1991 gewann er bei den Panamerikanischen Spielen in Havanna Bronze über 200 Meter und siegte in der 4-mal-100-Meter-Staffel. Bei den Weltmeisterschaften in Tokio erreichte er über 400 Meter das Viertelfinale.

## Persönliche Bestzeiten
- 100 m: 10,42 s, 21. Juni 1989
- 200 m: 20,24 s, 7. Juli 1989, Sofia
  - Halle: 20,99 s, 7. März 1990, Piräus
- 400 m: 44,77 s, 21. Februar 1986, Santiago de Cuba